# 阿卡罗阿
阿卡羅阿（英語：Akaroa）位於紐西蘭南島坎特伯雷區班克斯半島的一個小鎮。「阿卡羅阿」是納塔胡部落毛利語，意思為「長的港口」。地理位置在基督城以東84（52英里），在國道75號的盡處；據2006年統計，此鎮常住人口只有五百多人。由於風景怡人，不少遊客會在夏季慕名前來度假，屆時人口可以飆升至15,000。